# International Association for the Protection of Civilian Arms Rights
O International Association for the Protection of Civilian Arms Rights (IAPCAR) é uma associação de organizações pelos direitos das armas, com mais de 29 organizações membros.

## Campanhas
A IAPCAR montou uma forte campanha em oposição ao Tratado de Comércio de Armas das Nações Unidas em nome de seus membros, juntamente com a National Rifle Association, a National Shooting Sports Foundation e a The Heritage Foundation. Uma das co-fundadoras da IAPCAR, Julianne Vernsel, apresentou depoimento à conferência do Tratado de Comércio de Armas objetando à exclusão dos direitos de armas de civis do tratado. Eles também se opuseram fortemente à falta de reconhecimento ou proteção dos direitos civis às armas ou ao reconhecimento do direito à autodefesa em sua completa extensão.

## Membros
A International Association for the Protection of Civilian Arms Rights possui 29 grupos de 21 países em 6 continentes, representando dezenas de milhões de proprietários de armas de fogo.
- A2S5 Coalition  Filipinas
- ALUTARA  Argentina
- The Society of Gun Culture Enhancement in Israel  Israel[5]
- Associação Nacional da Arma  Portugal[6]
- Association of Bullet and Practical Shooting  Bielorrússia
- Canada’s National Firearms Association  Canadá
- Canadian Institute for Self Defense  Canadá
- Canadian Institute for Legislative Action  Canadá
- Canadian Shooting Sports Association  Canadá[7]
- Canadian Sporting Arms and Ammunition Association  Canadá
- Citizens Committee for the Right to Keep and Bear Arms  Estados Unidos
- Firearms Owners Association of Australia  Austrália
- FISAT  Itália
- Knife Rights  Estados Unidos
- Lone Star Shooting Association   Estados Unidos
- Movimento Viva Brasil  Brasil
- Associación Nacional del Arma  Espanha
- National Association for Gun Rights India  Índia
- National Muzzle Loading Rifle Association  Estados Unidos
- PEFOP  Grécia
- Practical Shooting Association  Moldávia
- Pro Defensa  Costa Rica[8]
- Pro Legal  Alemanha
- proTELL  Suíça
- Right to Arms  Rússia[9]
- Second Amendment Foundation  Estados Unidos[10]
- South African Gun Owners Association  África do Sul
- Sport and Practical Shooting Club  Áustria
- Taiwan Defensive Firearms Association  Taiwan[11]
- Ukrainian Gun Owners Association  Ucrânia[12]
- UNPACT  França[13]